# Villaines-sous-Lucé
Villaines-sous-Lucé è un comune francese di 715 abitanti situato nel dipartimento della Sarthe nella regione dei Paesi della Loira.

## Società

### Evoluzione demografica
Abitanti censiti